# Privatschule der deutschen Botschaft in Ankara
Privatschule der deutschen Botschaft in Ankara Ernst Reuter Schule česky Soukromá škola německého velvyslanectví v Ankaře škola Ernsta Reutera je jedna ze dvou německých škol v Turecku. Jméno Ernsta Reutera (který v Turecku pobýval během svého exilu) nese od roku 2002. Škola má pobočku v Istanbulu.

## Charakteristika
Výuka na škole probíhá v 10 ročnících včetně mateřské školy (děti jsou přijímány od 3 let), po jejím dokončení je možné pokračovat v dvojjazyčném anglicko-německém International Baccalaureate, jehož absolvování opravňuje k vysokoškolskému studiu.
Školu v současnosti navštěvuje 188 dětí.